# Амбухимасина
Амбухимасина (на малгашки: Ambohimasina) е община (каоминина) в Мадагаскар, провинция Антанариву, регион Вакинанкарача, окръг Бетефу. Населението на общината през 2001 година е 17 911 души.